# Howard Ensign Simmons
Howard Ensign Simmons Jr. (17 juin 1929 - 26 avril 1997) est un chimiste américain de DuPont qui découvre la réaction de Simmons-Smith.

## Biographie
Il est né le 17 juin 1929. En 1952, il reçoit la médaille Charles-Goodyear.
En 1976, Simmons est président de la division organique de l'American Chemical Society. Il est membre de l'Académie américaine des arts et des sciences de l'Académie nationale des sciences et de la Société américaine de philosophie.
Il est décédé le 26 avril 1997.